# Love Games
 "Love Games", Canção do Reino Unido no Festival Eurovisão da Canção 1984.

"Love Games", (Jogos de amor) foi a canção britânica no Festival Eurovisão da Canção 1984, interpretada em inglês  pela banda Belle and the Devotions. A canção tinha letra e música de Paul Curtis e Graham Sacher e foi orquestrada por  John Coleman . 
A canção foi a sexta a ser interpretada na noite do evento, depois da canção norueguesa "Lenge leve livet", interpretada por Dollie de Luxe e antes da canção cipriota "Anna Maria Lena", interpretada por Andy Paul. Após terminar a votação, a canção britânica recebeu im total de 63 pontos e classificou-se em sétimo lugar. 
A canção foi uma homenagem à rapariga do grupo dos anos 60 Motown, com as raparigas lamentando que os seus amados tinham "jogado jogos de amor" com elas e tinham-lhes cortado os corações. 
O grupo foi acusado de usar uma versão pré-gravada da canção . Maria Guinot, a cantora portuguesa que representou Portugal nesse ano disse na altura á comunicação social portuguesa  que todos os cantores no Festival Eurovisão da Canção usavam o playback vocal, para evitar possíveis erros por parte dos cantores na altura do evento. 
Depois do Festival da Eurovisão da Canção, esta canção alcançou o 11.º lugar do top britânico de vendas de singles. 